# Croix de Crévéac
La croix de chemin de Crévéac, au lieu-dit Crévéac, à Limerzel dans le Morbihan.

## Historique
La croix de Crévéac fait l’objet d’une inscription au titre des monuments historiques depuis le 25 septembre 1928.

## Architecture
La doyenne des croix du Morbihan a sans doute été taillée dans un menhir. 